# Lara Fabian
Lara Fabian, nome artístico de Lara Sophie Katy Crokaert (Etterbeek, 9 de janeiro de 1970), é uma cantora, compositora e pianista belga, de ascendência italiana, naturalizada canadense. É aclamada pela crítica mundial como uma das maiores cantoras e uma das mais belas vozes soprano lírico-spinto, alcançando extensas notas, já tendo vendido mais de 20 milhões de discos.
Tendo como línguas maternas o francês, o italiano, o siciliano e o flamengo, a cantora é poliglota, e a língua francesa é o idioma da maioria de suas canções. A artista também canta em inglês, neerlandês, flamengo, italiano, siciliano, espanhol, grego, alemão, português, russo, hebraico, turco e latim.

## Biografia e carreira
Lara nasceu na cidade de Etterbeek, na região de Bruxelas, na Bélgica, no dia 9 de janeiro de 1970. Seu pai é belga da Cidade de Bruxelas, e sua mãe é italiana, nascida na cidade de Catânia, na Sicília. Após seu nascimento, voltou com sua família para a Itália,  passando seus primeiros cinco anos de vida na Sicília, em uma vila rural próximo ao grande Vulcão Etna, um local rico em cultura, que faz parte da história da humanidade. Em 1975, de volta à Bélgica, ela prosseguiu com seus estudos de canto, piano e música clássica, pois sempre disse querer ser cantora quando crescesse. No dia 6 de dezembro de 1978, no dia de São Nicolau, ela recebeu seu primeiro incentivo musical, quando seus pais lhe deram um piano. Para esta jovem artista, seu sonho se tornou realidade, pois era o que havia pedido de presente. A partir deste momento, ela começou a compor suas primeiras canções, já conseguindo cantar as músicas que ouvia no rádio.
Seu pai a levava para se apresentar em festas de aniversário e de casamento, tanto na Cidade de Bruxelas, onde viviam, quanto em cidades da redondeza. Ele também a incentivou a participar de concursos musicais, onde Lara ganhava a maioria deles.
Em 1986, após ganhar o concurso Le Tremplin de Bruxelles, ela teve a oportunidade de gravar seu primeiro disco. A música, chamada L'Aziza est en pleurs (Aziza está em prantos). Em sua estreia musical, seu disco vendeu 500 mil cópias, um estrondoso sucesso, com uma vendagem de discos tão rápida e nunca antes vista. O produtor musical Hubert Terheggen ouviu as cançõees e quis ver quem era a jovem artista que, na ocasião, estava cantando no piano-bar The Black Bottom, com Marc Lerchs, um dos compositores com quem trabalhava.
Em 1988 Lara representou Luxemburgo no Festival Eurovisão da Canção 1988, em Dublin, com o tema Croire (Acreditar) vencendo em um respeitável quarto lugar, no mesmo ano que Céline Dion ganharia e também teria um impulso em sua carreira. Este resultado expressivo deu um impulso definitivo em sua carreira, fazendo-a abandonar definitivamente seus estudos universitários no curso de direito para dedicar-se a tempo integral à música, sua maior paixão. Após o Eurovision, Lara gravou seu segundo single, 'Je Sais' (em dueto com Franck Olivier).
Lara se mudou para Quebec, no Canadá, em 1990, junto com seu melhor amigo, o compositor Rick Allison, a quem conheceu em uma apresentação em um bar de Bruxelas. Em Quebec é lançado seu primeiro álbum, Lara Fabian, em agosto de 1991. Já em 1994, é lançado seu segundo álbum, Carpe Diem, que é certificado três vezes como disco de platina. O disco trouxe sucessos como Tu t'en vas e Je suis malade, ganhando prêmios Félix e Junos no Canadá. Em 1° de julho de 1995 Lara Fabian adquire a nacionalidade canadense. Depois de ter assinado contrato com a Polydor, é lançado em setembro de 1996 seu terceiro álbum intitulado Pure. Este foi certificado como disco de platina apenas duas semanas após seu lançamento e também trouxe recompensas nas premiações Félix (melhor álbum popular) e Junos (melhor álbum francófono).
Na Europa, Pure foi lançado apenas em junho de 1997, mas não deixou de ser um fenômeno vendendo mais de dois milhões de cópias depois dos sucessos: Tout, Je t’aime, Humana e La différence.
Com tanto sucesso, a cantora passou a aparecer constantemente na mídia, chegando a cantar junto com Johnny Hallyday a canção requiem pour un fou, no Stade de France, e com Serge Lama a canção Je suis malade, de autoria do cantor francês.
Intitulado simplesmente Lara Fabian, o seu primeiro álbum em inglês é lançado em 1999. Com isso Lara Fabian conquista o mercado estadunidense, tendo a canção I will love again alcançado o número um nos charts da Billboard. Os outros singles: I am who I am, Love by Grace e Quedate foram os responsáveis por confirmar sua popularidade em países como Brasil, Portugal e Espanha, a tornando uma cantora de prestígio, com uma prodigiosa carreira internacional em ascensão, onde passa a ser creditada como uma das melhores cantoras mundiais. As músicas Love by Grace e Meu grande amor, (versão que Lara gravou em português da música Si tu m'aimes, que já tinha sua versão em inglês, To love again), fizeram extremo sucesso em trilhas sonoras de novelas no Brasil.
No ano seguinte a artista gravou duas canções para filmes. A canção For always, dueto com Josh Groban, foi tema do filme AI – Inteligência Artificial, do renomado diretor Steven Spielberg. Para o filme Final Fantasy, Lara gravou The dream within.
Em 2001 a cantora lançou mais um álbum em francês chamado Nue. Do qual o primeiro single é J'y crois encore. Outros grandes sucessos desse disco foram: Immortelle, Aimer déjà e Tu es mon autre.
Após algum tempo sem lançar discos gravados em estúdio, no ano de 2004, depois de dois discos ao vivo, Lara Fabian volta a lançar um álbum em inglês. A wonderful life trás algumas versões em inglês de canções lançadas em 2001 no disco Nue, como Silence (em inglês), versão da música de mesmo nome Silence (em francês), e I've cried enough, versão de J'y crois encore. Mais uma vez Lara tem suas músicas fazendo muito sucesso em novelas brasileiras: The Last Goodbye e I Guess I Loved You.
Ainda em 2004 Lara participa, ao lado outros renomados cantores (Kevin Kline, Ashley Judd, Jonathan Pryce, Alanis Morissette, Natalie Cole, Sheryl Crow, Robbie Williams e Mario Frangoulis), de um filme, Delovely, de Irwin Winkler, uma comédia musical que retrata a vida do compositor Cole Porter. Para o filme Lara gravou a música So in love.
Em março de 2005 foi lançado mais um álbum em francês: 9. Em 2006, lançou seu último CD/DVD, o trabalho ao vivo Un Regard 9, gravado durante sua última turnê. No primeiro semestre de 2008 Lara fez uma pequena turnê de poucos dias no leste europeu, na Rússia, Grécia e Ucrânia, e segue atualmente fazendo pequenos shows pelo mundo, dedicando-se mais a sua vida familiar.

### Vida pessoal
Lara fala fluentemente o francês, o inglês, o italiano e o espanhol, além de arriscar um pouco de flamenco.
De março de 2005 a novembro de 2012 foi casada com o diretor cinematográfico italiano Gerard Pullicino, com quem teve sua única filha, Lou Crokaert Pullicino, nascida em Roma, em novembro de 2007.
Em janeiro de 2013 iniciou um namoro com o mágico italiano Gabriel Di Giorgio. Eles casaram-se em junho do mesmo ano, em uma cerimônia civil e religiosa em uma ilha, localizada na Sicília, terra natal de Gabriel.
Lara Crokaert, seu verdadeiro nome, nasceu no dia 9 de Janeiro de 1970 em Etterbeek (Bruxelas). Seu pai é da Bélgica e sua mãe da Sicília (Itália). Lara passou os cinco primeiros anos de sua vida na Sicília, próximo ao grande vulcão Etna, um local cheio de história. Em 1975, de volta à Bélgica, ela prosseguiu com seus estudos muito seriamente. No dia 6 de Dezembro de 1978, no dia de St-Nicolas, ela recebeu seu primeiro incentivo musical, quando seus pais lhe deram de presente um piano. Para esta jovem artista, um sonho se torna realidade. Um piano…
Seu pai a ajudava a se apresentar em pequenas salas em Bruxelas e nas redondezas. Ele também a incentivou a participar em concursos de amadores.  Em 1986, após ganhar o concurso Le Tremplin de Bruxelles, ela teve a oportunidade de gravar seu primeiro single. A música, chamada L'Aziza est en pleurs (Aziza está em prantos) (com Il y avait no lado B), era dedicada a Daniel Balavoine. 500 cópias do disco foram feitas. O produtor Hubert Terheggen ouviu as duas canções e correu para ver quem era a jovem artista que, na ocasião, estava cantando no piano-bar The Black Bottom, com Marc Lerchs (o compositor das duas faixas).
Em 1988, Lara representou Luxemburgo no Festival Eurovisão da Canção 1988, em Dublin, com o tema Croire (que em português significa Acreditar) acabando em um respeitável quarto lugar, no mesmo ano que Céline Dion, ganharia e também teria um impulso em sua carreira. Este resultado impressivo,deu um impulso definitivo em sua carreira, fazendo-a abandonar definitivamente seus estudos de direito para dedicar-se a tempo integral à música.
Após o Eurovision, Lara gravou seu segundo single, 'Je Sais' (em dueto com Franck Olivier), e pela primeira vez foi ao Québec (Canada) para promover a canção. Foi amor à primeira vista com o país.
De volta à Bruxelas, ela só tinha uma coisa em mente: voar de volta, do outro lado do Atlântico, o mais rápido possível e seduzir o Québec assim como ela havia sido seduzida por ele.
Conhecer Rick Allison foi muito importante para o desenrolar de sua carreira. Uma noite, com um amigo, Lara foi ao Crescendo, um piano-bar em Bruxelas.
Seu primeiro álbum foi lançado em 1991 (produzido por seu pai) e muito aclamado por todos 'Le Jour Où Tu Partiras' e 'Qui Pense à L'amour' foram duas canções importantes. A partir daí as coisas aconteceram muito rápido: ela foi indicada ao Felix (uma espécie de Victoires de la Musique ou Grammy, em Québec), gravou a canção 'Laisse-moi Rêver' (deixe-me sonhar) para a trilha do filme La Neige et Le Feu (A Neve e o Fogo), de Claude Pinoteau, em 1991, e fez uma turnê por todo o Canada durante dois anos.
Já em 1994, é lançado seu segundo álbum, Carpe Diem, que é certificado três vezes como disco de platina. O disco trouxe sucessos como Tu t'en vas e Je suis malade, ganhando prêmios Félix e Junos no Canadá.
Em 1° de julho de 1995 Lara Fabian adquire a nacionalidade canadense.
Em 1996, alguns meses após se tornar cidadã canadense e um estrondoso sucesso de sua turnê Sentiments Acoustiques, ela foi escolhida pelos estúdios Walt Disney para emprestar sua voz à personagem Esmeralda na dublagem canadense do filme O Corcunda de Notre Dame, assim como gravação da trilha, com a canção 'Dieu Aide Les Exclus' (Deus ajuda os excluídos).
Depois de ter assinado contrato com a Polydor, é lançado em setembro de 1996 seu terceiro álbum intitulado Pure. Este foi certificado como disco de platina apenas duas semanas após seu lançamento e também trouxe recompensas nas premiações Félix (melhor álbum popular) e Junos (melhor álbum francófono). Na Europa, Pure foi lançado apenas em junho de 1997, mas não deixou de ser um fenômeno vendendo mais de dois milhões de cópias depois do sucesso de Tout, Je t’aime, Humana e La différence.Tout', 'Je T'aime', 'Humana' e 'La Différence' permitem que o disco alcance um grande fenômeno, o que lhe rende um World Music Awards.A jovem cantora apareceu em todo lugar nesse meio tempo: programas de TV, rádio, jornais, revistas e no palco do Le Stade de France com o cantor Johnny Hallyday, com a canção 'Requiem pour un fou'. Então ela partiu para uma turnê pelos países europeus francófonos. No dia 20 de Fevereiro, no palco do Olympia, ela recebe o Victoire de La Musique como Revelação do Ano de 1998. Lara definitivamente prova sua popularidade ao receber como homenagem uma réplica em cera no Museu de Cera Grévin.
No início de 1999 um disco ao vivo, um testemunho em áudio dos concertos, alcança o primeiro lugar em vendas no dia do lançamento.
Intitulado simplesmente Lara Fabian, o seu primeiro álbum em inglês é lançado em 1999. A cantora, influenciada por Barbra Streisand, confirma seus dotes vocais excepcionais, mais particularmente com 'Adagio' (versão do famoso Adagio de Albinoni. Lara gravou um belíssimo especial de tv, o nunca oficialmente lançado From Lara With Love, onde apresentou canções do disco atual em inglês além de inesquecíveis interpretações para canções como Perdere l'amore, Caruso (Considerada por muitos a melhor versão feminina da canção) e a clássica Je suis malade, que é um dos vídeos mais acessados da Lara até os dias atuais.  Com isso Lara Fabian conquista o mercado estadunidense, tendo a canção I will love again alcançado o número um nos charts da Billboard. Os outros singles:"I am who I am", "Love by Grace" e Quédate foram os responsáveis por confirmar sua popularidade em países como Brasil, Portugal e Espanha. A música Love by Grace fez enorme sucesso no Brasil por ter sido tema da personagem Camila (Carolina Dieckmann) enquanto ela lutava contra a leucemia, na novela Laços de Família, exibida pela Rede Globo de 2000 a 2001 canção que ficou oito semanas em primeiro lugar sendo a segunda mais executada no ano de 2001 e a mais executada nas rádios AM. No fim de Março de 2001 Lara voa até o Brasil para conhecer o sucesso que a canção 'Love by Grace' alcança e doa todos os direitos e arrecadações da canção para o Instituto Nacional do Câncer. Outra música que foi tema de novela O Clone foi Meu grande amor, versão que Lara gravou em português da música Si tu m'aimes que já tinha sua versão em inglês, To love again.
No ano seguinte ela gravou duas canções para filmes. A canção For always, dueto com Josh Groban, foi tema do filme AI – Inteligência Artificial, do renomado diretor Steven Spielberg. E para o filme Final Fantasy, Lara gravou The dream within.
No segundo semestre de 2001 é lançado o single 'J'y Crois Encore', do álbum Nue, e após os sucessos de 'Immortelle' e 'Aimer Déjà', é a vez de divulgar o dueto com Maurane 'Tu Es Mon Autre'. Graças à incrível reação positiva das pessoas com o disco Nue, Lara volta aos palcos (após massivas críticas da imprensa sobre sua voz e suas intenções como artista, ao lançar seu disco em inglês e tentar 'o sonho americano').
Mas Lara também aprecia atmosferas mais íntimas. Em 2003 o CD e DVD ao vivo En Toute Intimité confirma este sentimento. Numa atmosfera aconchegante Lara apresenta seus maiores sucessos, assim com sucessos de outros.
Originalidade em dobro: arranjos acústicos incríveis, que podemos chamar de neo-romanticos (píano e cordas), uma brilhante versão de 'Comme Ils Disent' (de Charles Aznavour), uma performance estremecedora de 'Addio del Passato' (La Traviata) e uma homenagem à Michel Berger e ao time de Luc Plamondon, com um medley do musical 'Starmania'.
Após algum tempo sem lançar discos gravados em estúdio, no ano de 2004, depois de dois discos ao vivo, Lara Fabian volta a lançar um álbum em inglês. A wonderful life traz algumas versões em inglês de canções lançadas em 2001 no disco Nue, como Silence (inglês) versão da música de mesmo nome Silence (francês) e I've cried enough versão de J'y crois encore. Mais uma vez Lara tem suas músicas em novelas brasileiras. The Last Goodbye, que era o tema da personagem Moa (Alinne Moraes) na novela Da Cor do Pecado e I Guess I Loved You, que era o tema do romance de Viriato (Marcello Antony) e Maria Eduarda (Débora Falabella) na novela Senhora do Destino, ambas da Rede Globo. Neste mesmo ano ela grava outro dueto: The Alchemist, com o tenor inglês Russel Watson.
Ainda em 2004 Lara participa, ao lado outros renomados cantores (Kevin Kline, Ashley Judd, Jonathan Pryce, Alanis Morissette, Natalie Cole, Sheryl Crow, Robbie Williams e Mario Frangoulis), de um filme, De-lovely, de Irwin Winkler, uma comédia musical que retrata a vida do compositor Cole Porter. Para o filme Lara gravou a música So in love.
Em Março de 2005, lança o álbum '9' (inteiramente co-escrito por Lara). Adorado por uns e odiado por outros, o álbum mostrou uma evolução efetiva na música que ela costuma oferecer.
De Setembro de 2005 a Junho de 2006 Lara esteve em turnê por toda a França e países ao redor. Seu show Un Regard 9, posteriormente lançado em CD e DVD foi um grande sucesso, como de costume com belíssimas interpretações, destacando-se o registro de um medley em homenagem à Barbra Streisand (Papa, can you hear me e A piece of a sky) e o registro ao vivo de I guess I loved you, do álbum A wonderful Life, onde Lara canta sentada no piano. E após a turnê Lara partiu em divulgação em novos países, como Rússia e outros no Leste Europeu.
Após uma pequena pausa em sua carreira, com o nascimento de sua primeira filha com seu ex-companheiro Gérard Pullicino, Lou, nascida em novembro de 2007, e no primeiro semestre de 2008  faz uma pequena turnê de poucos dias no leste europeu, na Rússia, Grécia e Ucrânia. Neste ano, também participou, em Paris, do 60º aniversário da independência de Israel, cantando a tradicional canção hebraica Hurshat ha Eucalyptus (חורשת האקליפטוס), um clássico do repertório israelense, que desde então passou a interpretar em inúmeros de seus espetáculos, inclusive em shows seus em Tel Aviv e Jerusalém, nos quais foi muito bem recebida pelo público.
Nesse ano de 2009 Lara lançou seu novo CD Toutes Les Femmes en Moi, um CD de regravações de canções de todas as cantoras que influenciaram sua vida. O CD inclui músicas de Edith Piaf e Celine Dion. Todas em Francês.
Em setembro de 2009 inicia a turnê Toutes Les Femmes en Moi Font Leur Show. Um show inovador na carreira da Lara, com efeitos em hologramas e 21 canções, dentre elas um medley de desenhos animados, Alléluia, a maior parte das canções do TLFM, uma versão acústica de La Difference, um cover de Ginette Reno da canção J'ai Besoin de Parler, Adagio e algumas canções de seu disco seguinte, Every Woman in Me. Juntamente com a turnê "Toutes Les Femmes en Moi Font Leur Show", ela lança seu disco seguinte, chamado EWIM - Every Woman in Me, a "versão" em inglês do TLFM, desta vez com as cantoras que a influenciaram no idioma Inglês, como Diana Ross, Joni Mitchell, Annie Lennox, Bette Midler, Sarah McLachlan, entre outras. O disco, um "presente para os fãs", de acordo com ela, foi vendido entre os itens de merchandising dos shows e, mais tarde, em algumas lojas devido ao enorme sucesso de críticas que o disco recebeu. Hoje em dia o mesmo só se encontra disponível à venda apenas no site da cantora.
Lara em 2010 lançou mais um álbum, o Mademoiselle Zhivago, uma megaprodução em parceria com Igor Krutoi (Um produtor russo bem-sucedido e famoso no país). O álbum tem canções em Francês, italiano , inglês, espanhol e russo. Foi lançado em 25 de Outubro de 2010, na Ucrânia e na Rússia e em 2012 na Europa. A versão Europeia do Mademoiselle Zhivago trouxe um box exclusivo com a maioria das músicas do disco já lançadas na Rússia e Ucrânia, incluindo duas faixas bonus: Always e Je T'aime Encore, além do DVD com o Show que Lara deu no Kremlin de Moscou em Novembro de 2010. Demain N'existe pas (Francês), Toccami (Italiano), Madeimoselle Hyde (Inglês), Mr. President (Inglês), Vocalize (instrumental), Llora (Espanhol) e Russian Fairy tale (Francês)são algumas músicas do CD que fez um sucesso enorme no leste europeu onde Lara se tornou uma super estrela da música nos últimos anos.  Ainda em 2010 Lara iniciou a sua turnê do álbum apenas na Ucrânia e Russia, os shows foram acompanhados por uma orquestra e foi sucesso de crítica e público.
Ainda em 2010, Lara iniciou as gravações do Filme Musical Mademoiselle Zhivago, um projeto de Igor Krutoy que trazia as canções do álbum Mademoiselle Zhivago representadas em histórias interligadas entre si protagonizadas por Lara Fabian. Igor escolheu o diretor ucraniano Alan Badoev para dirigir o projeto. O projeto custou o equivalente a 2 milhões de dólares.
Ainda em novembro de 2010 foi lançada a primeira coletânea oficial de Lara Fabian, o Best of, inicialmente uma edição limitada saiu em versão tripla (2 CDs e um DVD, além  e um belíssimo livreto de fotos), trazendo os sucessos da carreira como Je t'aime, Si tu m'aimes, Tout, Je suis malade, La différence, Immortelle, I will love again, Adagio, I guess i loved you, e duas canções inéditas (On s'aimerait tout bas e Ensamble- esta última em dueto póstumo com Ray Charles). Logo em seguida o CD versão dupla também foi colocado à venda.
Em janeiro de 2011 foi lançado separadamente o show originado do CD TLFM, gravado na Bélgica. O show traz canções do CD TLFM e também do EWIM. Além de um medley dos maiores sucessos da carreira da Lara e fechando com Adagio. O show recebeu o nome de Toutes Les Femmes En Moi Font Leur Show. É o mesmo show lançado juntamente com o Best Of, de 2010.
Ainda em 2011, Alan Badoev o diretor do Musical Mademoiselle Zhivago que havia sido gravado em 2010 divulgou o primeiro trailer do projeto em que Lara acabou rejeitando o projeto final, afirmando que o filme concluído não correspondia a sua visão do projeto.
Também em 2011, porém apenas para a Rússia e Ucrânia foi lançado o show Lara Fabian Ao Vivo Em Kremilin, gravado em 2010, trazendo todas as canções do álbum Mademoiselle Zhivago, além de emocionadas interpretações para Adagio, Broken Vow e Je Suis Malade, aplaudida de pé pelo público presente.
Ainda em 2012, Lara iniciou a turnê Best Of no Leste Europeu passando por vários países e com datas de shows em várias cidades da Ucrânia e Rússia. Com o sucesso da turnê Best Of, a turnê foi estendida até março de 2013 que teve seu encerramento em um show na cidade de Saratov na Rússia.
No final de março de 2013, o diretor ucraniano Alan Badoev finalmente anuncia o lançamento do Musical Mademoiselle Zhivago que havia sido gravado em 2010 para o mês de abril de 2013. Lara Fabian e Alan Badoev finalmente chegaram a um acordo e resolveram lançar o filme em uma premiere em salas de cinema em Kiev na Ucrânia e Moscou na Rússia e no mesmo mês o Filme foi lançado na Internet através do canal ELLO no YouTube para o mundo inteiro. O filme foi dividido em 8 histórias diferentes protagonizadas por Lara com músicas do seu álbum Mademoiselle Zhivago.
No dia 15 de abril de 2013, Lara lança mais um disco em francês intitulado Le Secret. O CD duplo traz 17 canções que se ligam entre elas com interludes musicais. São 16 canções em francês e 1 canção em inglês. O álbum foi um sucesso de crítica na França, e conseguiu atingir a posição 1 entre os álbuns mais vendidos em sua primeira semana de lançamento. O álbum também conseguiu ótimas posições nos charts da Bélgica. Lara ainda recebeu alguns discos de ouro pelo sucesso de vendas do álbum na França e na Bélgica.
No final de junho de 2013, Lara Fabian anuncia em sua página oficial do Facebook que se casou com o mágico italiano Gabriel di Giorgio, postando uma foto em uma cerimônia discreta realizada na Sicília, uma grande surpresa para a mídia e seus fãs.
Lara deu início a sua nova turnê mundial "Le Secret" em setembro de 2013. Em outubro de 2013, o álbum "Le Secret" também é lançado no Canadá, trazendo no disco 2 uma faixa bônus da música "Deux ils, deux elles" remixada pela canadense Mistress Barbara. Devido o grande sucesso do álbum, o "Le Secret" ainda será lançado no dia 11 de novembro de 2013 em uma nova edição "Colecionador" onde traz além de uma nova capa e o CD duplo, um DVD inédito com vários bônus em áudio e vídeo, incluindo o áudio do dueto inédito feito com a cantora italiana Laura Pausini na música "Io Canto / Je Chante", com partes em italiano e francês. A música também entrou para o novo CD de Laura Pausini o famoso "20 - The Greatest Hits" lançado na mesma época do "Le Secret" edição Collector.
Em 2013 a turnê "Le Secret" passou por cidades da França, Bélgica, Rússia, fechando com o último show do ano em 27 de dezembro, com ingressos esgotados meses antes do dia do show no Carnegie Hall, uma das mais famosas casas de espetáculos de Nova York nos Estados Unidos, onde Lara foi muito bem recebida e aplaudida pelo público americano e fãs que vieram de outros países para prestigiá-la. Ainda em 2013 Lara foi forçada a cancelar e adiar algumas datas da turnê devido um problema que adquiriu no ouvido interno, um acidente havia ocorrido por volta de abril de 2013 durante uma gravação em um estúdio de TV em que um técnico de som, por acidente, enviou uma frequência de som muito forte que fez com que Lara caísse no chão, o choque de som causou problemas no ouvido que foram agravados com o tempo. Daí surgiu a reformulação de datas da turnê que deu resultado a adiamentos e cancelamentos, pois a recuperação exigia repouso e evitar a exposição de sons altos por muito tempo.
Em janeiro de 2014, Lara recomeça a turnê e passa por algumas cidades do Canadá. Ainda é divulgado na mídia que Lara não estaria no júri da segunda temporada do reality show "The Best, le meilleur artiste" e que o convite teria sido recusado por ela mesma para poder se dedicar mais aos seus projetos musicais. O último show da turnê "Le Secret" foi realizado por Lara foi na cidade de Toronto no dia 13 de janeiro de 2014. No dia 17 de janeiro de 2014, Lara Fabian anuncia oficialmente em um vídeo gravado e postado em sua página oficial do Facebook o cancelamento definitivo da turnê, que deveria passa ainda por várias cidades e países até outubro de 2014 devido o agravamento do seu problema no ouvido interno que poderia se tornar irreversível caso ela não viesse a se tratar rapidamente. Poucos dias depois é lançado mais um single, uma nova versão da música "La Vie Est Là" remixada com arranjos diferentes da versão original do CD e é colocada à venda digitalmente no iTunes em vários países.
Depois de praticamente curada do seu problema no ouvido interno, finalmente Lara retoma com sua carreira musical aos poucos. A primeira apresentação depois de seu afastamento foi em julho de 2014, no Festival New Wave em Jurmala, na Letônia, onde Lara apresentou duas músicas inéditas em francês "Running" e "Furious" (com os títulos em inglês), novamente em parceria com Igor Krutoy. Algumas datas de shows na Europa foram anunciadas para outubro de 2014 na agenda de seu site oficial.
Em 3 de agosto de 2014 é lançado o EP com cinco faixas do novo single conjunto da Lara com o cantor turco Mustafa Ceceli, a música "Make Me Yours Tonight / Al Götür Beni" cantada em duas versões, turco e inglês. O EP do single foi lançado em versão física exclusivamente para a Turquia e disponibilizada digitalmente para o resto do mundo através do iTunes. No dia seguinte é lançado o clipe da canção, nas duas versões, turco e inglês na conta oficial da Lara Fabian no YouTube.
Em outubro de 2014, depois de praticamente curada do seu problema no ouvido interno, Lara voltou aos palcos com a turnê "Best Of" que passou por por vários países como Alemanha, Lituânia, Bulgária, Romênia, Finlândia, Azerbaijão e Moldávia.
Em fevereiro de 2015, Lara foi até a Itália para participar do Festival de Sanremo a convite de um dos produtores do evento. Lara apresentou pela primeira vez as canções em italiano "Voce" e "Sto Male" (versão em italiano de "Je suis malade"). Lara concorreu junto com os outros cantores, mas não levou o prêmio, como já era de se esperar, pois Lara foi a única estrangeira no concurso italiano e há muito tempo não divulgava seu trabalho no país. Lara declarou em entrevista que não tinha intenção de levar o prêmio, apenas aceitou o convite de um dos produtores do festival para divulgar um pouco do seu trabalho na Itália, país que declarou sentir-se muito a vontade por ter raízes italianas.
No dia 24 de fevereiro, a Warner Music Italy lançou uma coletânea chamada "Essential", exclusivamente para a Itália, que reuniu alguns dos seus maiores sucessos e incluiu as faixas inéditas "Voce" (em duas versões) e "Sto Male", ambas em italiano que já haviam sido apresentadas ao vivo no Festival de Sanremo no mesmo mês.
No dia 28 de fevereiro, Lara retornou aos palcos dando continuidade a turnê "Best Of" começando por Israel e passando ao longo dos meses pelos Estados Unidos, Canadá, Suécia, Estônia, Finlândia, Eslováquia e finalizando a turnê com o show em Praga na República Tcheca, que foi gravado para ser exibido nos cinemas da França e Bélgica exclusivamente no dia 6 de novembro, dia do lançamento do álbum "Ma vie dans la tienne", e mais tarde, ainda no mesmo mês marcado para ser exibido também em cinemas da Rússia.
No dia 28 de abril, foi lançado pela gravadora Odacity Records mais uma coletânea chamada "Selection", um álbum duplo exclusivo para a Turquia, que trouxe os maiores sucessos da Lara no primeiro disco e no segundo disco alguns remixes de "Make me yours tonight", e a faixa "Every woman in me" que já havia sido divulgada em 2010, mas nunca havia sido incluída em um álbum. Esse álbum foi lançado primeiro apenas em versão digital, mais tarde foi disponibilizado também na versão física.
No dia 15 de junho, Lara lançou o primeiro single do álbum "Ma vie dans la tienne", o primeiro single intitulado "Quand je ne chante pas" foi colocado à venda e streaming nas principais plataformas digitais, lançando o Lyric Vídeo Oficial em sua conta no YouTube no mesmo dia do lançamento do single e no dia 24 de julho o clipe oficial. No dia 5 de outubro foi lançado o segundo single do álbum intitulado "Ma vie dans la tienne", no mesmo dia foi lançado o lyric vídeo em sua conta oficial, o clipe foi lançado em 15 de outubro, o single trouxe o mesmo nome do álbum a ser lançado no dia 6 de novembro.
Nos dias 15, 16 e 17 de outubro, Lara realizou três shows consecutivos lotados no Zorlu Performing Arts Center em Istambul na Turquia, para promover mais a coletânea "Selection" lançada exclusivamente para o país.
No dia 6 de novembro, Lara lançou seu mais novo álbum em francês "Ma vie dans la tienne", nas versões "Standard" e "Deluxe" (a versão deluxe acompanha além no CD padrão, duas novas faixas produzidas por Igor Krutoy, além de um DVD com vários bônus). A Warner Music France também colocou a venda a versão ultra limitada Fã Deluxe que traz um box de luxo contendo a versão Deluxe do álbum, um vinil, uma litografia deluxe e o download digital do álbum no dia do lançamento. O filme do show gravado em Praga intitulado "Un soir autour du monde" também foi exibido nos cinemas na Bélgica (em 5 de novembro) e da França no dia do lançamento do álbum e mais tarde foi exibido nos cinemas da Rússia. Algumas premieres do filme foram exibidas ainda na França e Bélgica no final de outubro em alguns cinemas com a presença de Lara Fabian.
No dia 25 de março de 2016, é lançada uma nova edição do álbum "Ma vie dans la tienne", a edição colecionador, que traz além das 11 faixas da versão padrão, duas músicas inéditas: "Voce" (canção apresentada por Lara no Festival de Sanremo em 2015) e "Non Coupable". A versão Collector ainda traz o DVD do show "Un Soir Autour du Monde" que foi gravado em Praga em 2015, e já tinha sido exibido em alguns cinemas da Europa no dia 6 de novembro de 2015 (dia do lançamento da primeira edição do álbum "Ma vie dans la tienne").
No dia 16 de março aconteceu em Roubaix na França, o primeiro show da turnê "Ma Vie Dans La Tienne - Le Concert", a turnê trouxe em seu setlist a maioria das canções do álbum "Ma Vie Dans La Tienne" além de alguns de seus grandes sucessos. Além de diversas cidades francesas, ainda em 2016 passou por mais cidades em países como Bélgica, Romênia, Suíça, Hungria, Bulgária, Moldávia, Ucrânia, Turquia, Rússia, Bielorrússia e finalizando com um último show do ano de 2016 em 17 de dezembro na cidade de Bruxelas na Bélgica. Ainda para finalizar oficialmente a turnê, o último show aconteceu no dia 15 de março de 2017 no Eventim Apollo em Londres, o primeiro show realizado por Lara Fabian na capital da Inglaterra.
No dia 4 de agosto de 2017, Lara lançou o single "Growing Wings", o primeiro single do novo álbum em inglês "Camouflage", que traz 12 faixas inéditas em inglês produzidas pelo premiado produtor musical Moh Denebi (Suécia) e Sharon Vaughn (EUA), o álbum foi colocado em pré-encomenda digital no mesmo dia no iTunes e Amazon e foi lançado oficialmente no dia 6 de outubro de 2017 na versão física e digital pelo seu próprio selo 9 productions e deve ser distribuído mundialmente pela Sony Music, Warner Music, MMC e Membran / The Orchard. No dia 11 de agosto é lançado o remix oficial de "Growing Wings" pelo DJ israelense Offer Nissim.
No dia 8 de setembro é lançada nas plataformas digitais a música "Choose What You Love Most (Let It Kill You)", o segundo single do álbum "Camouflage". No mesmo dia é lançada a canção "Remember Me" de Randy Kerber e Glen Ballard, interpretada por Lara Fabian para a trilha sonora original do curta-metragem "Cello".
No dia 2 de fevereiro de 2018 no Fillmore Theatre em Miami, Lara deu início à turnê internacional "Camouflage World Tour", que trouxe no setlist além das músicas do último álbum em inglês "Camouflage", outros sucessos consagrados que fazem parte de sua carreira. Depois de Miami a turnê ainda passou por outras cidades americanas como Nova York, Chicago, Washington e Los Angeles, seguindo para outros países como Rússia, Ucrânia, Romênia, Holanda, Grécia, Bélgica, entre outros. O último show da turnê aconteceu no dia 16 de junho no Zenith de Paris, na França.
No dia 5 de outubro de 2018 é lançado o novo single em francês intitulado "Papillon", que fará parte do novo álbum em francês de mesmo nome, previsto para ser lançado em fevereiro de 2019.
Ainda em outubro, Lara realizou 3 shows especiais no Canadá, onde apresentou seus maiores sucessos. Nos dias 12 e 13 de outubro no Theatre St Denis em Montreal e no dia 14 de outubro no Centre Videotron no Quebec.

## Voz
Lara possui um registro vocal de 3,3 oitavas sendo considerada um Soprano lírico-spinto. Nas suas performances, Lara consegue emitir notas agudas e graves desde um Eb3 até um G#6, tendo então notas no Whistle register. É considerada pela crítica musical como sendo uma das maiores cantoras do mundo.

## Discografia

### Álbuns
| Álbuns de estúdio - 1991 - Lara Fabian - 1994 - Carpe Diem - 1996 - Pure - 1999 - Lara Fabian - 2001 - Nue - 2004 - A Wonderful Life - 2005 - 9 - 2009 - Toutes Les Femmes En Moi - 2009 - Every Woman in Me - 2010 - Mademoiselle Zhivago - 2012 - Mademoiselle Zhivago, Versão Europeia - 2013 - Le Secret - 2015 - Ma Vie Dans La Tienne - 2016 - Ma Vie Dans La Tienne - Edition Collector - 2017 - Camouflage - 2019 - Papillon - 2020 - Papillon(s) - 2020 - Lockdown Sessions | Álbuns Ao vivo - 1999 - Live - 2002 - Live - 2003 - En Toute Intimité - 2006 - Un Regard 9 Live Coletâneas - 2010 - Best of - 2011 - Je Me Souviens (Best Of Canadá) - 2015 - Essential - 2015 - Selection |

### Singles (oficiais)
1986 :
- L'Aziza est en Pleurs
- Il y avait"

1988 :
- Croire

1989 :
- Je sais

1990 :
- L'amour voyage (duo com Franck Olivier)

1991-1993 :
- Qui pense à l'Amour
- Je m'arrêterai pas de t'aimer
- Réveille-toi brother

1994-1995 :
- Je suis malade
- Tu t'en vas
- Si tu m'aimes
- Leïla

1997-1998 :
- Tout
- Je t'aime
- Si tu m'aimes
- Humana
- La Différence

1998 :
- Hurshat ha Eucalyptus (famosa canção da língua hebraica)

1999 :
- Requiem pour un fou (duo com Johnny Hallyday)

1999-2001 :
- Adagio
- I Will Love Again
- Otro amor vendrá (versão em espanhol de I Will Love Again)
- I am who I am
- Love by Grace
- Meu Grande Amor (versão em português de Si tu m'aimes)
- For Always (duo com Josh Groban)
- The Dream Within
- Quédate (single para o mercado sul-americano)

2001-2002 :
- J'y crois encore
- Immortelle
- Aimer déjà
- Tu es mon autre

2003 :
- Bambina (versão violão/voz com Jean-Félix Lalanne)

2004 :
- The Last Goodbye(unicamente às radios, não comercializado)
- No Big Deal (unicamente às radios, não comercializado)

2005 :
- La Lettre
- Ne lui Parlez plus d'elle (unicamente às radios)
- Un Ave Maria (unicamente às radios)
- Il ne Manquait que Toi (unicamente às radios)
- L'homme qui n'avait pas de maison

2006 :
- Aime

2007 :
- Un Cuore Malato (dueto com Gigi d'Alessio) (Itália)
- Un Cuore Malato (Un Coeur Blessé) (França)

2009 :
- Soleil Soleil (cover de Nana Mouskouri)
- Toutes les femmes en moi
- Amoureuse (cover de Véronique Sanson)

2010 :
- Toutes les femmes en moi (Remix by Dave Audé, Versão em francês)
- Toutes les femmes en moi (Remix by Dave Audé, Versão em inglês)
- On S'Aimerait Tout Bas
- Ensemble (em dueto virtual com Ray Charles)

2012 :
- Je T'aime Encore

2013 :
- Deux Ils, Deux Elles
- Danse

2014 :
- La Vie Est Là (Remix)
- Make Me Yours Tonight (em dueto com Mustafa Ceceli)
- Make Me Yours Tonight (Al Götür Beni) [em dueto com Mustafa Ceceli]

2015 :
- Voce
- Quand Je Ne Chante Pas
- Ma Vie Dans La Tienne

2016 :
- L'oubli
- Ton Désir
- Razorblade (English/French Version)

2017 :
- Growing Wings
- Choose What You Love Most (Let It Kill You)

2018 :
- Chameleon
- Papillon
- Je Suis À Toi

2019 :
- Par Amour

2020 :
- Nos Coeurs À La Fenêtre

### Compositora
Lara Fabian escreveu e/ou compôs mais de 50 canções para seus próprios álbuns. Ela também escreveu para outros artistas, como por exemplo:
- Inévitablement para Nolwenn Leroy
- De la Peau para Sandy Valentino
- Dis-moi que tu m'aimes para Chimène Badi
- Entre Nous para Chimène Badi
- Donne para Myriam Abel
- Faire semblant para Cristina Marocco
- Avant para Daniel Lévi
- Je me pardonne para Rick Allison
- Dis-moi comment t'aimer para George Perris
- You are the one para George Perris

Ela também escreveu e compôs para Roland Karl, Mario Pelchat e alguns mais.

## Videografia
- 1998 : Pure Concert (Especial)
- 2000 : From Lara With Love" (Especial)
- 2002 : Intime (DVD)
- 2002 : Live 2002 (DVD)
- 2003 : En toute intimité (DVD)
- 2005 : "9" (9 clipes produzidos por Marc Hollogne + making of) [DVD]
- 2006 : Chante avec Lara (DVD)
- 2006 : Un Regard 9 (DVD)
- 2010 : Toutes Les Femmes en Moi Font Leur Show (DVD)
- 2012 - Mademoiselle Zhivago, Versão Europeia[nota 1]
- 2013 : Mademoiselle Zhivago, filme musical exclusivamente distribuído pela Internet
- 2013 : Le Secret (DVD com vários bônus) [CD+DVD]
- 2015 : Ma Vie Dans La Tienne - Edição Deluxe com DVD bônus (CD+DVD)
- 2016 : Un Soir Autour du Monde (DVD) [DVD incluso na edição Collector do álbum Ma vie dans la tienne]

## Prêmios
- 1995 : Félix de  Melhor Intérprete do Ano
- 1995 : Félix de Melhor Espetáculo
- 1997 : Félix de Álbum Popular do Ano
- 1998 : Victoire de la Musique de Revelação do Ano
- 1999 : Artista com maior número de vendas no Benelux no World Music Awards
- 2000 : Félix de Artista com maior sucesso em outro idioma que o francês
- 2000 : Mulher sem Fronteiras no Femmes en Or
- 2001 : Artista com maior número de vendas no Benelux no World Music Awards
- 2005 : Étoile Chérie FM Melhor cantora do Ano